# Notação epistolar

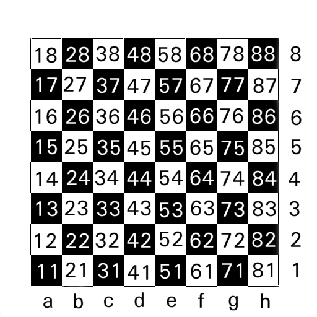
Tabuleiro demonstrando os sistemas de notação postal e algébrica comparados.

Notação Epistolar (ou Postal) é o sistema numérico de notação para lances de xadrez adotado pela International Correspondence Chess Federation (ICCF), sendo utilizado no Xadrez Epistolar. Foi criado em razão dos freqüentes enganos causados pelo uso da notação algébrica nas partidas por correspondência, uma vez que as peças de xadrez possuem diferentes nomes nas diversas línguas, as suas iniciais são também diferentes, favorecendo o erro de notação.  